# Historia de Kiev
La historia de Kiev ('Kyiv' transliterado del ucraniano), la ciudad más grande y la capital de Ucrania, es larga y destacada. El momento exacto de la fundación de la ciudad es difícil de determinar. La leyenda dice que el lugar del nacimiento de una gran ciudad en la futura zona de Kiev fue profetizado por San Andrés (en los años 60-70 d. C.) fascinado por la espectacular localización de las montañosas orillas del río Dniéper. Se cree que la ciudad existía ya al principio del s. V d. C., estableciendo inicialmente como un enclave comercial. Gradualmente adquiere importancia como centro de la civilización eslava oriental, alcanzando Kyiv su Edad de oro como centro de la Rus de Kiev entre los siglos X y XII. La importancia política, que no cultural, inicia su declive con la completa destrucción de la ciudad por parte de la Invasión mongola en 1240.
Los siglos siguientes, Kiev fue una capital provincial de importancia marginal en los confines de los territorios controlados por sus poderosos vecinos: el Gran Ducado de Lituania, la Comunidad Polaco Lituana y el Principado de Moscú, luego convertido en Imperio ruso. La ciudad es cristianizada en 988, y jugó un importante papel en la conservación de las tradiciones de la Cristiandad Ortodoxa, especialmente en los tiempos de dominación de los católicos polacos, y luego el estado ateísta de la Unión Soviética.
La ciudad prospera nuevamente durante la Revolución industrial rusa a finales del siglo XIX. En el turbulento periodo siguiente a la Revolución Rusa, Kiev se vio en medio de varios conflictos, rápidamente se convierte en la capital de varios estados de corta duración. Desde 1921 la ciudad forma parte de la Unión Soviética, y desde 1934 es la capital de la República Socialista Soviética de Ucrania
En la Segunda Guerra Mundial, la ciudad es nuevamente destruida casi completamente, pero se recuperó rápidamente en los años de la posguerra, convirtiéndose en la tercera ciudad más importante de la Unión Soviética, y capital de la segunda de las Repúblicas de la URSS con más población.
Sigue siendo la capital de Ucrania, independiente desde 1991, a raíz de la disolución de la URSS.

## Primeros tiempos hasta la fragmentación feudal (sigloXII)
Kiev probablemente fue fundada en el s. V d. C. por eslavos orientales. La leyenda de Ki, Shchek y Joriv nos habla de una familia pionera de la tribu del líder Ki, el mayor, y sus hermanos Schckek y Joriv, y también su hermana Lýbid, que fundaron la ciudad de Kyiv, cuya traducción es "perteneciente a Ki".
No está claro cuándo Kyiv cae en manos el imperio de los jázaros, pero en la Crónica de Néstor (la principal fuente de información sobre historia antigua de la zona) se menciona a los eslavos de Kyiv diciéndole a Askold y Dir que ellos viven sin un gobernante local y pagan tributo a los jázaros, en un hecho atribuido al siglo IX. Como mínimo, durante los siglos VIII y IX, Kiev funcionó como un destacamento del imperio de los jázaros.
La colina-fortaleza, llamada Sambat (en túrquico antiguo «lugar alto») fue construida para defender el área. En algún momento durante finales del siglo IX y principios del X, la ciudad cae bajo el dominio de los varegos (ver Oleg) y se convierte en el núcleo político de la Rus.
La fecha dada para la conquista del poblado por parte de Oleg en la Crónica de Néstor es 882, pero algunos historiadores como Omeljan Pritsak y Constantine Zuckerman no están de acuerdo y mantienen que el dominio Jázaro continuó hasta la década del 920 (los documentos para mantener tal afirmación, son las Cartas Kyivitas y la Carta Schechter relativas a judíos de Kiev). Desde la toma de la ciudad por parte de Oleg, hasta 1169, Kiev fue la capital del más importante 
de los estados eslavos orientales, conocida como Rus de Kyiv, que finalmente es gobernado por la dinastía de los varegos ruríkidas, que se eslavizó gradualmente.
Los Grandes Príncipes de Kyiv tenían tradicionalmente la primacía sobre otros gobernantes de la zona, y el principado de Kyiv era un preciado trofeo en las rivalidades dentro de la dinastía. En 968 la ciudad es asediada por los nómadas pechenegos.
En el 988, por orden del Gran Príncipe Vladímir I de Kiev (San Vladímir o Volodýmyr), los residentes en la ciudad son bautizados en masa en el río Dniéper, lo que simbolizó la Cristianización de la Rus de Kiev. Kiev alcanza la cima de su posición política y la Edad de oro cultural a mediados del siglo XI bajo el hijo de Vladímir, Yaroslav I el Sabio. Los siguientes años estarán marcados por las rivalidades entre los príncipes de la dinastía, y debilitan la influencia política de Kiev.

## El colapso de la Rus de Kiev y la fragmentación feudal (siglosXII-XIV)
Después de la muerte del Príncipe Sviatopolk II (1113), se produjo un levantamiento popular en Kiev. El 4 de mayo de 1113, la capa superior de la sociedad de Kiev invitó a Vladimir II Monómaco a asumir el poder. Entonces, Vladimir reprimió el levantamiento, pero al mismo tiempo se vio obligado a suavizar un poco la situación de las clases bajas mediante la legislación.
De esta manera, publicó la "Carta de Vladimir Vsevolodovich", que alivió la situación de las clases bajas y pasó a formar parte de la Edición Ampliada de la "Russkaya Pravda", que fue la fuente principal del derecho ruso antiguo.  También se publicó la “Carta de los Recortes”, que limitaba los beneficios de los usureros, definía las condiciones de la esclavitud y, sin invadir los fundamentos de las relaciones feudales, facilitaba la situación de los deudores y compradores.
Kiev siguió siendo el verdadero centro político del territorio ruso, al menos hasta la muerte de Vladimir II Monómaco y su hijo Mstislav I de Kiev (en 1132). Durante el siglo XII, el fortalecimiento de las dinastías que gobernaban los principados rusos minó la importancia política de Kiev, convirtiéndola gradualmente en un premio honorario para el príncipe más poderoso y, en consecuencia, en una manzana de la discordia. A diferencia de los otros principados, el Principado de Kiev no desarrolló su propia dinastía. La principal lucha por ella fue entre los príncipes de cuatro principados rusos: Vladímir-Súzdal, Volinia, Smolensk y Chernígov.
En 1169, Andréi Bogoliubski envió las fuerzas combinadas de los hijos de Rostislav Yurievich y los descendientes de Oleg I de Chernígov, así como otros aliados, liderados por su hijo Mstislav Andreevich, para asaltar Kiev. Por primera vez durante el período de los disturbios civiles, Kiev fue tomada por “lanza” (ataque) y sometida a un saqueo de dos días.
Muchos kievanos fueron hechos prisioneros. Bogoliubski se convirtió en el primer príncipe que no ocupó Kiev: el trono pasó a su hermano menor: Gleb Yuryevich Pereyaslavsky, y el propio Andrei permaneció en Vladimir-on-Klyazma. Durante dos días, los habitantes de Suzdal y Smolensk saquearon y quemaron la ciudad, palacios y templos. La "Metrópolis" (Catedral de Santa Sofía) fue saqueada junto con otras iglesias.
De los monasterios e iglesias no sólo se sustrajeron objetos de valor, sino también: iconos, cruces, campanas y vestimentas. Después de esto, los príncipes Vladimir también comenzaron a llevar el título de “grandes”. La conexión entre el reconocimiento de la antigüedad en la familia principesca y la posesión de Kiev desde ese momento pasó a ser opcional. Cuando los príncipes de Vladimir-Suzdal o de Galitzia ocuparon Kiev, prefirieron no quedarse allí, sino cederla a sus parientes dependientes.
En 1203 Kiev fue capturada e incendiada por el Príncipe Riúrik Rostislávich (de la rama de los Príncipes de Smolensk) y los chernigovianos y polovtsianos aliados con Rurik. Durante las guerras civiles de la década de 1230, la ciudad fue sitiada y devastada varias veces, cambiando de manos. En el momento de la campaña mongol contra el sur de Rusia, el príncipe de Kiev era Daniel de Galitzia, un representante de la rama principal de la familia Monomakh.

## La invasión mongol y el poder de la Horda de Oro (1240-1324/1362)
Artículo principal: Asedio de Kiev (1240)
En diciembre de 1240, Kiev fue capturada y devastada por el asedio mongol  durante el cual un gran número de ciudadanos fueron asesinados y muchos edificios fueron destruidos, en particular la Iglesia de los Diezmos. El franciscano Giovanni da Pian del Carpine, que pasó por Kiev poco después de la derrota mongola, escribió que en la ciudad, antaño populosa, apenas quedaban 200 casas, cuyos habitantes sufrieron una terrible opresión.
Entre 1241 y 1243, el Príncipe de Kiev fue Miguel de Chernígov, luego Yaroslav II de Nóvgorod recibió, de la Horda, la etiqueta del Principado de Kiev y fue reconocido como el gobernante supremo de todas las tierras rusas, "el príncipe más antiguo en el idioma ruso".
Entre 1246 y 1263, su hijo Alejandro Nevski fue el Gran Duque de Kiev. Ambos eran príncipes de Vladimir que gobernaron la desierta Kiev desde el noreste de la Rus a través de un gobernador, completando así el largo proceso de traslado de la capital nominal de la Rus desde Kiev a Vladímir. Hasta finales del siglo XIII, Kiev era considerada propiedad de los Príncipes Vladimir, pero ellos nunca se establecieron allí.
La razón de la destrucción gradual de la mayoría de los edificios que sobrevivieron en 1240 fue que, como resultado de la destrucción del antiguo sistema estatal ruso por los mongoles y la destrucción de la base económica de la ciudad: la región del Dnieper Medio, así como el establecimiento del yugo de la Horda de Oro, Kiev no tenía los medios para mantener una gran cantidad de edificios de piedra. Sólo sobrevivieron unas pocas iglesias que encontraron apoyo económico: Santa Sofía, la Asunción, Vydubitsky, la Catedral de San Miguel de las Cúpulas Doradas, la Catedral de San Cirilo y la Iglesia de la Asunción.
En 1262, en el Monasterio de Kiev-Pechersk se creó el "Libro Kormchaya" de Kiev, que se convirtió en el prototipo de los Libros Kormchaya de Volinia, Ryazan y otros.
Los mongoles no pretendían destruir la ciudad por completo, pero sus conflictos civiles provocaron cada vez más destrucción en Kiev. En 1299, después de la derrota de Nogai Kan, que controlaba la región del Río Dniéper, Toqta sometió a Kiev a una nueva devastación. Los daños causados a la ciudad, que apenas comenzaba a recuperarse, fueron tan grandes que Maxim, el Metropolitano de Kiev, se trasladó a Vladímir, desde donde la residencia metropolitana fue luego trasladada a Moscú. Según la crónica: "todo Kiev fue dispersado". Junto con el clero, la nobleza local con importantes contingentes de militares abandonó Kiev y las tierras adyacentes hacia el noreste de Rusia (en particular, hacia el Principado de Moscú).
De hecho, Kiev, destruida por los mongoles, perdió su importancia económica y política, así como su monopolio espiritual. La ciudad alta, en la montaña Starokievskaya, estaba en ruinas. Después de la construcción del Castillo de Kiev, la colina Zamkova se convirtió en la ciudadela de la ciudad. La mayoría de los habitantes en esa época se concentraban en Podil, donde se encontraban la Catedral de la Asunción de la Virgen María y el mercado de la ciudad, y más tarde, la plaza del ayuntamiento con el ayuntamiento.
La historia del principado de Kiev en la segunda mitad del siglo XIII y la primera mitad del siglo XIV es poco conocida. A partir de la década de 1290, por voluntad de Nogai, estuvo gobernada por la rama provincial Putivl de Chernigov Olgovichi, que no pretendía la supremacía de toda Rusia.

## Como parte del Gran Ducado de Lituania y de la Mancomunidad Polaco-Lituana (1324/1362–1654)

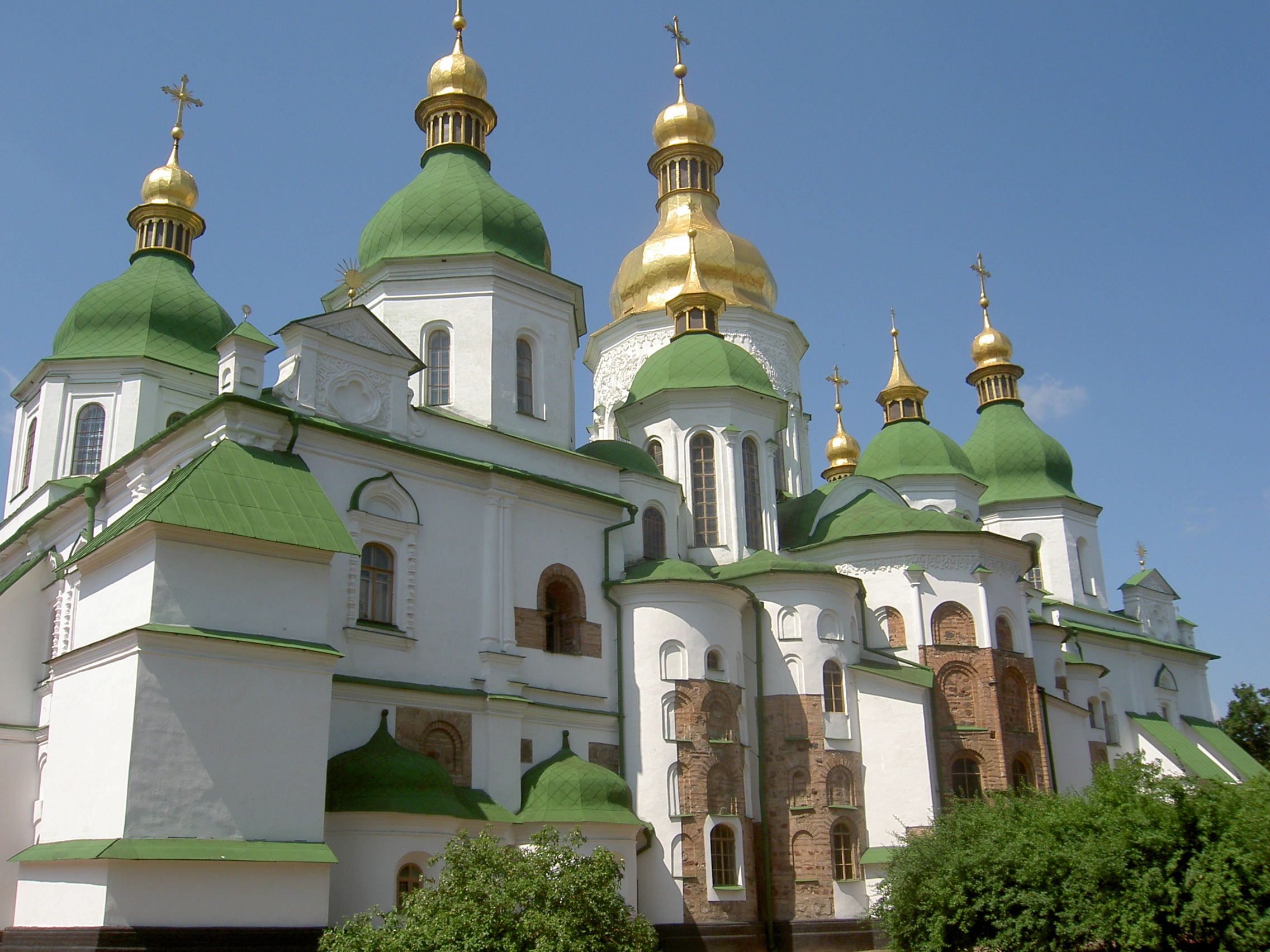
Catedral de Santa Sofía, construida en el.

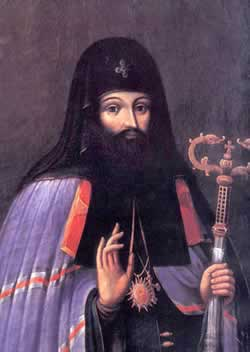
Petró Mohyla, Metropolitano de Kyiv y Galitzia, fundador de la Academia Mohyla en 1632, foco de irradiación cultural y religiosa de primer orden.

En 1324, Gediminas, el Gran Duque da Lituania, derrotó Stanislav, el Príncipe de Kiev, en la Batalla del Río Irpín. Antes de eso, Gediminas ya había tomado Volinia. Después de eso, los lituanos se acercaron a Kiev y después de un asedio de cuatro semanas la tomaron y nombraron a Mindovg Golshansky gobernador de Kiev.
A partir de ese momento, la ciudad quedó dentro de la esfera de influencia del Gran Ducado de Lituania, pero continuó el pago de tributo a la Horda de Oro, durante varias décadas más.  Hacia 1350, el poder del Gran Ducado de Lituania se había debilitado nuevamente. Entre las razones más probables estaba el fortalecimiento del poder del Kan sobre el Principado de Kiev y la reorientación de una parte de los boyardos locales hacia el Gran Ducado de Moscú.
El fortalecimiento del grupo feudal pro-Moscú se vio facilitado significativamente, además de las relaciones comerciales constantes y animadas con los principados del noreste de Rusia, por el hecho de que Kiev estaba conectada con Moscú por la unidad de la autoridad eclesiástica.
En 1362, después de la Batalla de las Aguas Azules, Kiev finalmente pasó a formar parte del Gran Ducado de Lituania, cuando Vladímir Olgerdovich (hijo de Algirdas) se convirtió en el Príncipe de Kiev. Vladímir siguió una política bastante independiente, acuñó sus propias monedas, lo que, sin embargo, en 1394, condujo a su reemplazo como príncipe por Skirgaila (también hijo de Algirdas), y después de la muerte de este último, se estableció un virreinato.
A finales del siglo XIV y principios del XV, Kiev era un centro político donde celebraban negociaciones Vitautas, el Gran Duque de Lituania; Vladislao II de Polonia, el Rey de Polonia; Basilio I de Moscú, el Gran Duque de Moscú; los Metropolitanos Cipriano, Focio, Gregorio (Tsamblak); y el Kan Toqtamish.
A finales del siglo XIV, la ciudad se convirtió en la base principal del ejército de Vitautas, que, aprovechando un debilitamiento de la Horda de Oro, causado por diversas luchas internas, lanzó una ofensiva, pero fue derrotado, el 12 de agosto de 1399, en el Río Vorskla.
Tras la victoria sobre las tropas de Vitautas, el Kan Temür Qutlugh devastó la región del Dnieper Medio y sitió Kiev, pero no la tomó, habiendo recibido un gran rescate del pueblo de Kiev y del Monasterio de las Cuevas de Kiev.
En el siglo XIV, en el centro de Kiev se construyó el Castillo de Kiev, con fortificaciones y torres de madera, que también albergaba el único reloj de torre de la ciudad. El Castillo sirvió como residencia de tres príncipes de Kiev: Vladímir Olgerdovich, su hijo: Olelko Vladimirovich y su nieto: Semión Olelkovich.
En 1416, Kiev fue devastada por las tropas de Edigéi, el emir de la Horda de Oro, que, sin embargo, fueron incapaces de tomar el Castillo de la ciudad.
Después de la muerte de Vitautas, en 1430, Kiev se convirtió en la base principal del “partido ruso” de Švitrigaila, entonces el Gran Duque de Lituania. El pueblo de Kiev participó activamente en la lucha contra los nobles a favor de los polacos.
Desde finales del siglo XIV, los nombres de los estudiantes de Kiev aparecieron en las listas de la Sorbona de París y otras universidades. En el año 1436, Ivan Tinkevich fue mencionado como el primer médico del “pueblo ruteno de Kiev”.
En 1440, el Principado de Kiev fue restaurado temporalmente, con el príncipe Olelko Vladimirovich a la cabeza.
Entre 1455 y 1470, Semión Olelkovich reinó en Kiev. Ambos príncipes gozaban de autoridad y tenían vínculos dinásticos con los grandes príncipes de Moscú y Tver y con Esteban III de Moldavia. En la época de su reinado fue un período de desarrollo para Kiev: se reconstruyeron la Catedral de la Dormición y otras iglesias, se crearon bajorrelieves de piedra que representaban a Oranta (representación cristiana ortodoxa de la Virgen María en oración con los brazos extendidos), así como nuevas ediciones del Patericón de las cuevas de Kiev y otras fuentes escritas.
Después de la división de la Metrópolis rusa en Moscú y Lituania, a mediados del siglo XV, Kiev se convirtió en el centro de esta última. Kyiv siguió siendo un importante centro de comercio nacional e internacional. Por la ciudad pasaban en tránsito numerosas mercancías procedentes de Oriente, de Europa y del Gran Ducado de Moscú. Esto se vio facilitado, en particular, por el hecho de que las autoridades lituanas garantizaban la seguridad de las caravanas que se movían a través de tierras del sur de Rusia sólo si sus rutas pasaban por Kiev.
Sin embargo, un poco después de la muerte de Semión Olelkovich, el 3 de diciembre de 1470, Casimiro IV Jagellón, en 1471, abolió el Principado de Kiev, convirtiéndolo en una provincia ordinaria: el Voivodato de Kiev, que se dividió en: Kiev, Zhitomir, Ovruch y otros distritos. El intento de los kievanes de impedir la entrada del primer voivoda de Kiev: Martín Gashtold a la ciudad, en 1471; la conspiración de los príncipes rusos, en 1481, dirigida por el Príncipe Mijaíl Olelkovich; así como la Rebelión de Glinski, en 1508 terminaron en fracaso.
La privación de los restos de la independencia de las tierras del sur de Rusia tuvo un impacto negativo en la capacidad defensiva de Kiev. En 1482, Kiev fue sometida a un devastador ataque por parte del ejército de Meñli I Giray, el Kan de Crimea, como resultado de lo cual fue saqueada, muchos habitantes de la ciudad fueron asesinados y los santuarios fueron destruidos.
A pesar de la poca significación política, la ciudad jugó un muy importante papel como sede del Obispo metropolitano Ortodoxo y, al inicio de 1494, Kiev recibió los derechos de ciudad (Derecho de Magdeburgo), que gradualmente se incrementaran con una serie de actas de los Grandes Duques Lituanos y el rey de Polonia, que finaliza en 1516 con la Carga concedida por Segismundo I Jagellón
Después de la Unión de Lublin (la unión personal del Reino de Polonia y del Gran Ducado de Lituania), en la que se formó la República de las Dos Naciones, en 1569, el Voivodato de Kiev se subordinó a la Corona Polaca.
Reinhold Heidenstein, que visitó Kiev a finales del siglo XVI, escribió que una parte importante de la ciudad, numerosas iglesias ortodoxas y monumentos antiguos se encontraban en ruinas, lo que daba testimonio del antiguo esplendor y grandeza de la ciudad. De las iglesias supervivientes, sólo mencionó la de Santa Sofía y la de San Miguel, que, sin embargo, estaban en un “estado tan miserable” que no se celebraban servicios en ellas.
La vida en el Kiev contemporáneo transcurría fundamentalmente en Podil , y no dentro de las antiguas murallas de la Ciudad Alta situada sobre una colina . Los comerciantes de Kiev, según él, se dedicaban a un comercio “muy rentable” con Moscú a lo largo del Río Dniéper y del Río Desna (en ese momento, la tierra de Chernigov-Seversk era parte del estado ruso y Kiev era en realidad una ciudad fronteriza).
En 1596 la Metropolitana Ortodoxa de Kiev se unió a Roma (Unión de Brest), y una parte importante de las iglesias y monasterios, incluida la Catedral de Santa Sofía y el Monasterio de Vydubychi, pasaron a manos de los Uniatos. Sin embargo, la inmensa mayoría de los ciudadanos y el clero no aceptaron la unión. Durante varias décadas, Kiev se convirtió en el centro de una feroz lucha entre los uniatas y los ortodoxos y el papel de la ciudad como centro espiritual de la ortodoxia aumentó nuevamente. Los monjes del Monasterio de las Cuevas de Kiev, liderados por su abad Nikifor Tur, mostraron una resistencia particular, repeliendo todos los intentos de apoderarse del santuario.
Finalmente, en 1620, se fundó una nueva Metropolitana ortodoxa de Kiev, que con el tiempo recibió el reconocimiento de las autoridades de la Mancomunidad de Polonia-Lituania y gradualmente recuperó sus iglesias, monasterios y propiedades.
En 1616, Bajo la dirección de los archimandritas: Elisey Pletnetsky y Zacharias Kopystenski, se fundó una imprenta en la Laura de Kiev-Pechersk, que comenzó la impresión de libros litúrgicos y polémicos. En 1627, bajo esta imprenta, Pamva Berynda publicó el "Léxico eslavo-ruso con interpretación de nombres" (un diccionario eslavo eclesiástico - ruso occidental).
En 1632, el Metropolitano Ortodoxo de Kyiv y de Galitzia, Pedro Moguila, funda la Academia Mohyla de Kyiv, una institución educativa orientada a preservar y desarrollar la cultura ucraniana y la fe ortodoxa a pesar de la opresión católico polaca. A pesar de estar regentada por la iglesia, la academia proveyó a los estudiantes con unos niveles académicos cercanos a las universidades de Europa Occidental (incluyendo la enseñanza multilingüe) y se convirtió en un centro educativo avanzado, tanto en lo religioso como en lo secular.
Desde 1648 hasta 1708, la ciudad de Kiev fue el centro del "Regimiento de Kiev", una unidad administrativo-territorial y militar del Hetmanato (el Regimiento de Kiev se formó el 27 de octubre de 1625, pero solo después de la Rebelión de Jmelnitski y del Tratado de Zboriv se convirtió en una unidad administrativo-territorial).
El 2 de enero de 1649, Bohdán Jmelnytsky entró triunfalmente en Kiev a través de la Puerta Dorada, que lo recibió con campanas de iglesia, disparos de cañón y miles de multitudes de personas. En 1651, el hetman lituano Janusz Radziwiłł (1612-1655) tomó Kiev y, a pesar de la rendición voluntaria de la ciudad, la saqueó y la quemó.
En 1667 el Tratado de Andrúsovo pone a Kyiv bajo el control de Rusia los siglos siguientes, perdiendo gradualmente su autonomía, la que es finalmente abolida en 1775 por la emperatriz Catalina II de Rusia.

## Como parte del Zarato ruso y del Imperio ruso (1654-1917)

### SigloXVII
Después del Tratado de Pereyáslav de 1654, la población de Kiev juró lealtad al Zar Alejo I de Rusia y, entre 1654 y 1667, estuvo estacionada en Kiev, una guarnición rusa de streltsís y reiters que mantuvo la ciudad durante todas las vicisitudes de la guerra ruso-polaca que se libró en ese periodo.
En círculos cercanos al Zar, incluso surgió la idea de devolver la capital rusa a Kiev, pero la ciudad, que tenía un significado sagrado en Rusia, estaba situada demasiado cerca de la frontera y permaneció en el centro de operaciones militares durante mucho tiempo, lo que les obligó a abandonar la idea. Eso también se debe a que las fortificaciones de la ciudad estaban en un estado deplorable después de la devastación de 1651 durante la Rebelión de Jmelnitski. Entonces, Alejo I se ocupó de organizar la defensa de la ciudad. Ya en el verano de 1654, Pablo de Alepo, Archidiácono de la Iglesia Ortodoxa de Antioquía, que estaba de paso por Kiev, quedó asombrado por las estructuras y adaptaciones de la Antigua Fortaleza de Kiev creadas por los comandantes rusos en la Ciudad Alta.
El voivoda Vasili Borisovich Sheremetev rechazó repetidamente los ataques de Iván Vihovski, que había traicionado al Zar Alejo I de Rusia (Tratado de Hadiach). En 1660, después de la capitulación del ejército de Sheremetev cerca de Chúdniv, el Príncipe Yuri Nikitich Baryatinsky, contrariamente a los acuerdos firmados por Sheremetev, se negó a entregar Kiev a los polacos, que nunca pudieron tomar la ciudad por la fuerza.
El 29 de noviembre (9 de diciembre) de 1665, el Zar Alejo I confirmó los "Derechos de Magdeburgo" para los habitantes de Kiev, que antes fueron concedidos a ellos por los Reyes de la República de las Dos Naciones.
El 30 de enero (9 de febrero) de 1667, se concluyó el Tratado de Andrúsovo, según cuyos términos la Ucrania de la Margen Derecha permaneció bajo el control de la República de las Dos Naciones. Para Kiev, que seguía bajo control ruso, se acordó un período de transición de dos años, después del cual también sería transferida a la República de las Dos Naciones. Sin embargo, transcurrido este plazo, Rusia, bajo diversos pretextos, retrasó su transferencia durante muchos años, hasta que finalmente declaró que Kiev había sido “patrimonio del soberano” desde la antigüedad y que no sería cedido sin derramamiento de sangre. Durante las difíciles negociaciones, la República de las Dos Naciones, que necesitaba urgentemente dinero y apoyo militar de Rusia en la guerra que había comenzado con el Imperio Otomano, aceptó renunciar oficialmente a Kiev, y Moscú ofreció a Polonia subsidios para operaciones militares. Según el Tratado de Paz Eterna, de 1686, la República de las Dos Naciones renunció a Kiev y recibió 146 mil rublos en subsidios para hacer la guerra contra el Imperio Otomano y el Kanato de Crimea. 
En 1674, el Monasterio de las Cuevas de Kiev publicó la "Sinopsis de Kiev", una obra sobre la historia del suroeste de Rusia , que se convirtió en la obra histórica más difundida en Rusia en el siglo XVIII y sentó las bases para el concepto de un "pueblo ruso común".
A finales del siglo XVII, el territorio de Kiev estaba situado únicamente en la margen derecha del Dniéper. La ciudad tenía una forma que se extendía a lo largo de la costa. Había tres partes separadas de la ciudad: la Ciudad Baja (Podol), donde se encontraban la academia y la iglesia fraternal; La Ciudad Alta con la Catedral de Santa Sofía y el Monasterio de San Miguel; Pechersk, cuya parte oriental estaba protegida por las murallas defensivas del Monasterio. La intensa construcción urbana se debió al patrocinio de Iván Mazepa. De hecho, sólo en el siglo XIX, estos tres territorios separados se unieron en una entidad urbana monolítica.

### SigloXVIII

#### Arquitectura
El siglo XVIII fue el siglo del intenso desarrollo de la ciudad y del surgimiento de muchas de sus obras maestras arquitectónicas. En 1701, se construyó en Kiev el edificio central del Monasterio de San Miguel de Vídubichi, la Iglesia de San Jorge, uno de los monumentos más destacados del barroco ucraniano.
Durante la época isabelina (1741-1762), bajo la dirección del arquitecto moscovita Ivan Fyodorovich Michurin, se construyeron en Kiev dos edificios más de estilo barroco según el diseño de Francesco Bartolomeo Rastrelli: el Palacio Mariyinski y la Iglesia de San Andrés.
Las antiguas iglesias y monasterios de la Rus de Kiev también fueron objeto de una importante reconstrucción en estilo barroco ucraniano: la Catedral de Santa Sofía, el Monasterio de San Miguel de las Cúpulas Doradas y la Laura de Kiev-Pechersk. En este último lugar, entre otras cosas, se restauró la Catedral de la Dormición de la Laura de Kiev-Pechersk y se erigió el Gran Campanario del Lavra, el edificio más alto de la ciudad.
En 1772, según los planos del arquitecto Iván Grigoróvich-Barski, se construyó en Podol la Iglesia de la Intercesión.

#### Hechos políticos
El 10 de marzo de 1708, el regimiento del mariscal de campo, conde Borís Sheremétev, recibió el nombre de “Regimiento de Soldados de Kiev”. En 1709, este regimiento luchó cerca de Riga y participó en la Batalla de Poltava. Hasta finales del siglo, el nombre del regimiento cambió varias veces. Desde el 31 de marzo de 1801 se denominó "Regimiento de Granaderos de Kiev".
El 18 de diciembre de 1708, durante la primera división del Zarato Ruso en provincias, se formó la Gobernación de Kiev con la Kiev y otras 55 ciudades. El Príncipe Dmitri Mijáilovich Golitsyn fue nombrado gobernador y permaneció en el cargo hasta 1718.
El 22 de octubre de 1721, en la Catedral de la Trinidad, en San Petersburgo, fue otorgado el título de “emperador” al Zar Pedro I de Rusia, en ese momento: el Zarato Ruso pasó a llamarse: Imperio Ruso, del que también pasó a formar parte la Provincia de Kiev. 
Por decreto del 7 de noviembre de 1775, se estableció un gobierno provincial en la provincia de Kiev.
El 16 de septiembre de 1781, tras la abolición del Hetmanato Cosaco, se formó el Virreinato de Kiev. Los territorios de los regimientos cosacos de Kiev, de Pereyáslav, de Lubní y de Mirgorod fueron incluidos en el virreinato.

### SigloXIX
Por decretos del 30 de noviembre, 12 y 31 de diciembre de 1796, a partir de una parte de los distritos de los virreinatos de Brátslav, Kiev y Volinia se creó una nueva Provincia de Kiev y parte del territorio situado en la orilla izquierda del Dniéper fue transferido a la Gobernación de Rusia Menor.

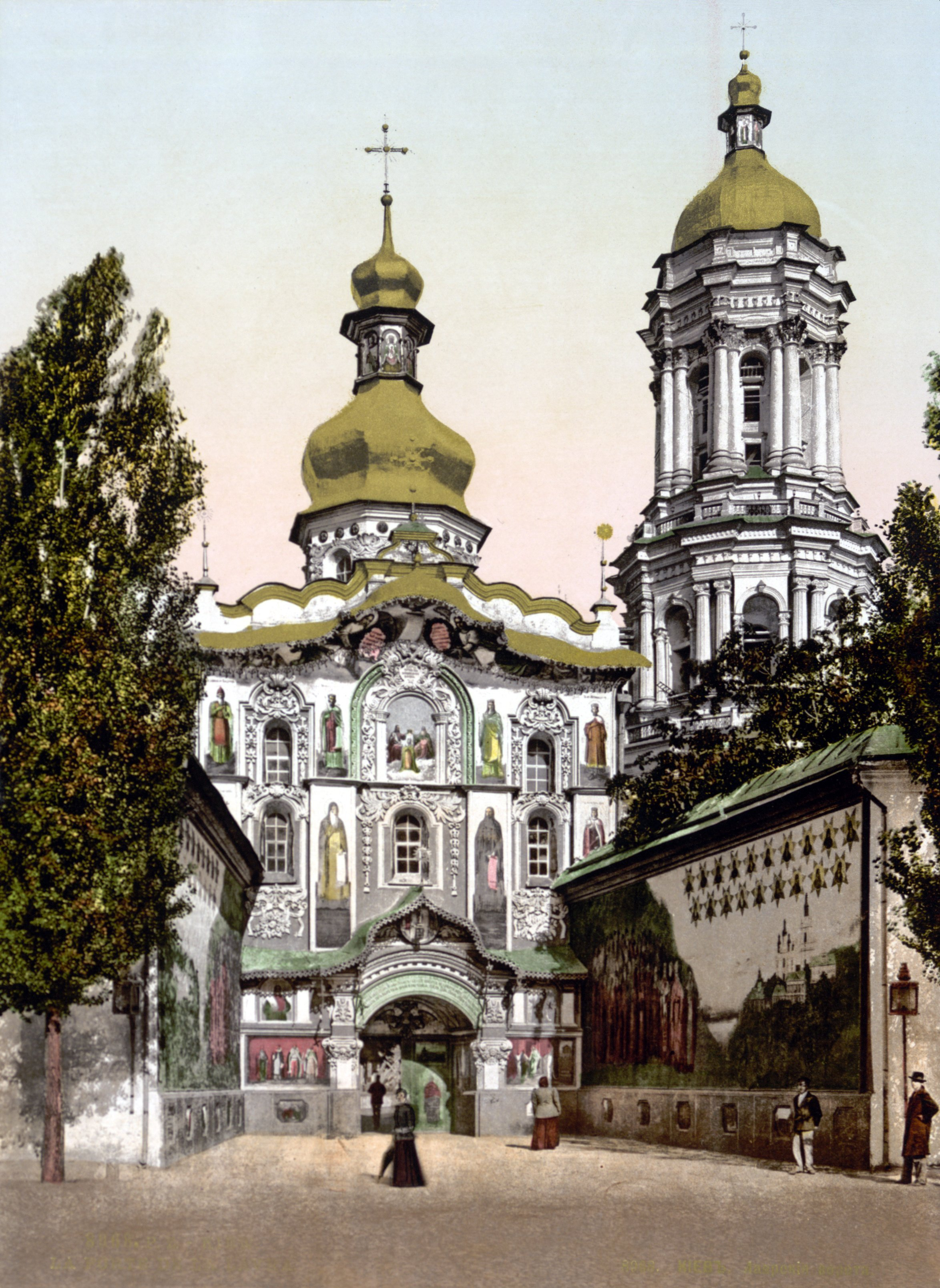
La Puerta de la Iglesia de la Trinidad del Monasterio de las Cuevas de Kyiv, en la década de 1890.

Desde finales del siglo XVIII y hasta finales del XIX, la vida de la ciudad estuvo dominada por los temas militares y eclesiásticos.
Las instituciones de la Iglesia Ortodoxa Rusa formaron una parte significativa de la infraestructura de Kyiv y su actividad comercial en ese tiempo. A finales de la década de 1840, el famoso historiador Mykola Kostomárov (Nikolái Kostomárov en ruso), funda una sociedad política secreta, la Hermandad de San Cirilo y San Metodio, cuyo miembros lanzan la idea de una Federación de pueblos eslavos libres, con los ucranianos como un grupo diferenciado, más que parte de la nación rusa (la sociedad fue rápidamente suprimida por las autoridades).

#### Influencia polaca
Incluso después de que Kiev y sus alrededores dejaron de ser parte de la República de las Dos Naciones, los polacos continuaron siendo una proporción significativa de la población de Kiev. En 1812, había más de 4.300 pequeños nobles polacos en Kiev. A modo de comparación, en la ciudad había aproximadamente 1.000 nobles rusos. Por lo general, los nobles pasaban el invierno en Kiev, donde se divertían con festividades y viajes a la feria.
En 1834, como parte de la lucha contra el dominio polaco en la región, por iniciativa de Nicolás I de Rusia, fue inaugurada la Universidad de San Vladímir en Kyiv, ahora conocida como la Universidad Nacional Tarás Shevchenko de Kyiv. El poeta ucraniano Tarás Shevchenko cooperó con el departamento de geografía como investigador de campo y editor. Fue la segunda universidad en el territorio de la Rusia Menor después de la Universidad de Járkov.
Hasta mediados del siglo XVIII, Kiev (en polaco: Kijów) experimentó una influencia significativa de la cultura polaca. Aunque los polacos no constituían más del diez por ciento de la población de Kiev, constituían el 25 por ciento de los votantes, ya que en aquella época existía un requisito de propiedad para los votantes. En la década de 1830, había muchas escuelas de lengua polaca en Kiev, y hasta que, en 1860, se restringió la matrícula de polacos en la Universidad de San Vladimir, ellos constituían la mayoría de los estudiantes de la institución.
La abolición de la autonomía de la ciudad de Kiev por parte del gobierno ruso y su transferencia al poder de los burócratas, que fue dictada por una directiva de San Petersburgo, estuvo motivada en gran medida por el temor a un levantamiento polaco en la ciudad. Algunas fábricas y tiendas polacas tenían sus sucursales en Kyiv.
Joseph Iosifovich Zavadsky, un polaco rusificado, fue el fundador de la Bolsa de Kiev y el alcalde de la ciudad entre 1860 y 1863. Los polacos de Kiev tendían a ser amistosos hacia el movimiento nacional ucraniano en la ciudad, y algunos incluso participaron en él. Muchos nobles polacos pobres se ucranianizaron en lengua y cultura, y estos ucranianos de ascendencia polaca se convirtieron en un elemento importante del creciente movimiento nacional ucraniano. Kiev sirvió como una especie de punto de destino donde dichos activistas se reunían con descendientes pro-ucranianos de oficiales cosacos de la orilla izquierda. Muchos de ellos querían abandonar la ciudad y trasladarse al campo para intentar difundir las ideas ucranianas entre los campesinos.

#### Regimiento de Granaderos
El 4 (16) de noviembre de 1805, el Regimiento de Granaderos de Kiev se distinguió en la Batalla de Schöngraben; el 13 de junio de 1806, fue el primero del ejército ruso en recibir la Bandera de San Jorge.
Del 12 (24) de junio de 1812 a 1814, el Regimiento de Granaderos de Kiev de la 2ª División de Granaderos del 8º Cuerpo de Infantería participó en la Guerra Patriótica de 1812 y en las Campañas Exteriores del Ejército Ruso de 1813-1814.

#### Evolución urbana
Entre 9 y 11 de julio de 1811, tuvo lugar el Incendio de Podolsk, que fue uno de los mayores incendios de la historia de Kiev. Todo el barrio de Podol se incendió. El incendio destruyó más de 2 mil casas, 12 iglesias y 3 monasterios en tres días. Podol fue reconstruido según el diseño de los arquitectos Andrey Ivanovich Melensky y William Hestie.
El rápido crecimiento de la ciudad, en la primera mitad del siglo XIX, hizo necesario el desarrollo de un plan que pudiera regular y organizar su desarrollo. Aunque uno de los primeros planos generales fue diseñado en el año 1750, en él se reflejaba básicamente la situación existente. De hecho, el primer plan general, en el sentido moderno de la palabra, fue elaborado por el arquitecto Beretti y el ingeniero Shmigelsky; y aprobado en 1837. Según este plan, se llevó a cabo una construcción intensiva a lo largo del Río Lybid, en Pechersk, Podol, la calle Vladimirskaya, el bulevar Bibikovsky (ahora T. Shevchenko) y la calle Jreshchatyk.
En 1853, por iniciativa del Zar Nicolás I de Rusia, que llamaba a Kiev “la Jerusalén de la tierra rusa” y se preocupaba mucho por su desarrollo, se inauguró el Puente de cadenas del Zar Nicolás.

#### Construcciones militares
En el siglo XIX se inauguró la nueva Fortaleza de Kiev, que se había construido originalmente en 1679, cuando las tropas cosacas bajo el liderazgo del Hetman Iván Samoilovich Samoilovich unieron las fortificaciones de Vieja Kiev y Pechersk, formando una gran fortaleza. El siguiente período de desarrollo de las estructuras defensivas de Kiev fue determinado por la construcción de la Ciudadela de Pechersk bajo el liderazgo del Hetman Iván Mazepa por orden del Zar Pedro I de Rusia. La construcción se llevó a cabo según el plan del ingeniero francés Vauban.
En vísperas de la Guerra Patriótica de 1812, según el diseño del ingeniero militar Karl Ivanovich Oppermann, se construyeron las fortificaciones de la tierra de Zverinets y se conectaron a la ciudadela de Pechersk.
Durante el reinado del Zar Nicolás I de Rusia, quien aprobó un plan para ampliar la Fortaleza de Kiev, se llevaron a cabo reconstrucciones a gran escala. A principios de los años 1860, constaba de las siguientes partes: el núcleo - la ciudadela, dos fortificaciones independientes (Vasilkovskoye y Gospitalnoye), complementadas con cuarteles y torres defensivas.
En agosto de 1862, en lugar del 1er Ejército, se creó el Distrito Militar de Kiev del Ejército Imperial Ruso.
El 1 de octubre de 1865, el Zar Alejandro II de Rusia inauguró la Escuela Militar de Kiev.

#### Revolución Industrial y la comunidad judía
A finales del siglo XIX, durante la Revolución Industrial Rusa, Kiev se convirtió en un importante centro de comercio y transporte para el Imperio Ruso, y el área económica y geográfica se especializó en las exportaciones de azúcar y cereales por ferrocarril y el Río Dniéper. En 1900 la ciudad se había convertido en un influyente centro industrial, con una población de 250.000 personas. Los monumentos arquitectónicos de ese período incluyen la infraestructura ferroviaria, base de numerosas instalaciones educativas y culturales, así como monumentos arquitectónicos construidos principalmente con dinero de los comerciantes, como la Sinagoga Brodsky.
En esa época surgió en Kiev una gran comunidad judía que desarrolló su propia cultura e intereses étnicos. Esto fue causado por la prohibición de asentamientos judíos en la propia Rusia (Moscú y San Petersburgo), así como en el Lejano Oriente. De hecho, la zona de Asentamiento (en ruso: черта оседлости) prohibía a los judíos de Kyiv sobrepasar los distritos de población judía. Después de su expulsión de Kiev en 1654, los judíos probablemente no pudieron establecerse nuevamente en la ciudad hasta principios de la década de 1790.
El 2 de diciembre de 1827, el Zar Nicolás I de Rusia emitió un decreto que prohibía a los judíos vivir permanentemente en Kiev. Los judíos de Kiev estaban sujetos a desalojo, y sólo ciertas categorías de ellos podían venir por un tiempo limitado, y se designaron dos patios especiales para su estancia.
Entre 1881 y 1905, los famosos pogromos de la ciudad provocaron la muerte de unos 100 judíos. En 1913, el judío acusado en el Caso Beilis fue absuelto del asesinato de un estudiante de una escuela religiosa. El proceso estuvo acompañado de protestas públicas a gran escala.

#### Desarrollo arquitectónico
En el siglo XIX continuó el desarrollo arquitectónico de la ciudad:
- En 1882, se inauguró la Catedral de San Vladímir, construida en estilo neobizantino, en cuya pintura participaron posteriormente Víktor Vasnetsov, Mijaíl Nésterov y otros;
- En 1888, se inauguró el Monumento a Bogdán Jmelnitski, según el diseño del famoso escultor Mijaíl Mikeshin. La inauguración del monumento, situado frente a la Catedral de Santa Sofía, se programó para coincidir con el 900 aniversario del bautismo de la Rus;
- En 1892, se inauguró, en Kiev, la primera línea de tranvía eléctrico del Imperio ruso;[65]
- En 1902, según los planos del arquitecto polaco Władysław Horodecki, se construyó en Kiev la Casa con Quimeras, el edificio más destacado de la Art Nouveau decorativa temprana en Kiev. El nombre proviene de las decoraciones escultóricas de hormigón de temas mitológicos y de caza.

### SigloXX
En los albores del siglo XX, la ciudad estaba dominada por la población rusohablante, mientras que las clases bajas mantenían la cultura popular ucraniana en gran medida.
A principios del siglo XX, el problema de la vivienda se agudizó en Kyiv. El 21 de marzo de 1909, el gobierno provincial aprobó el estatuto de la “Primera Sociedad de Propietarios de Apartamentos de Kiev”. Este acontecimiento sirvió como inicio de la construcción de viviendas en régimen de cooperativa, lo que constituyó una solución cómoda y fácil al problema de la vivienda para la “clase media”.
También, a principios del siglo XX, el desarrollo de la aviación (tanto militar como amateur) fue otra manifestación notable del progreso, en Kiev trabajaron figuras tan destacadas de la aviación como Piotr Nésterov (pionero en el campo de las acrobacias aéreas) e Ígor Sikorski (creador del primer modelo de helicóptero fabricado en serie en el mundo, el Sikorsky R-4, en 1942).
En 1911, durante una visita a la Ópera de Kiev, Piotr Stolypin, el primer ministro ruso, fue herido mortalmente por Dmitry Grigorievich Bogrov, terrorista anarquista, nacido en Kiev, en una familia judía adinerada. Stolypin, que fue enterrado en el territorio del Monasterio de las Cuevas de Kiev, recibió más tarde un monumento frente al edificio de la Duma de la ciudad.
En 1912, se inauguró el primer estadio permanente del Imperio ruso y el rascacielos Ginzburg, con 12 pisos,  entonces, el edificio más alto del Imperio Ruso.
El 19 de julio de 1914, durante la Primera Guerra Mundial, la administración del Distrito Militar de Kiev asignó personal, equipo y propiedades para formar la administración de campaña del Frente Suroccidental del Ejército Imperial Ruso . El general de artillería Nikolái Ivánov fue nombrado comandante de las tropas del frente.
El 19 de julio de 1914, con el personal del Estado Mayor y las tropas del Distrito Militar de Kiev, se formó el 3er Ejército del Frente Suroccidental . El General de Infantería Nikolái Ruzski fue nombrado comandante del 3er Ejército. La administración del distrito continuó su trabajo como parte del frente de preparación de tropas para el Ejército Activo.

## Periodo revolucionario y guerra civil

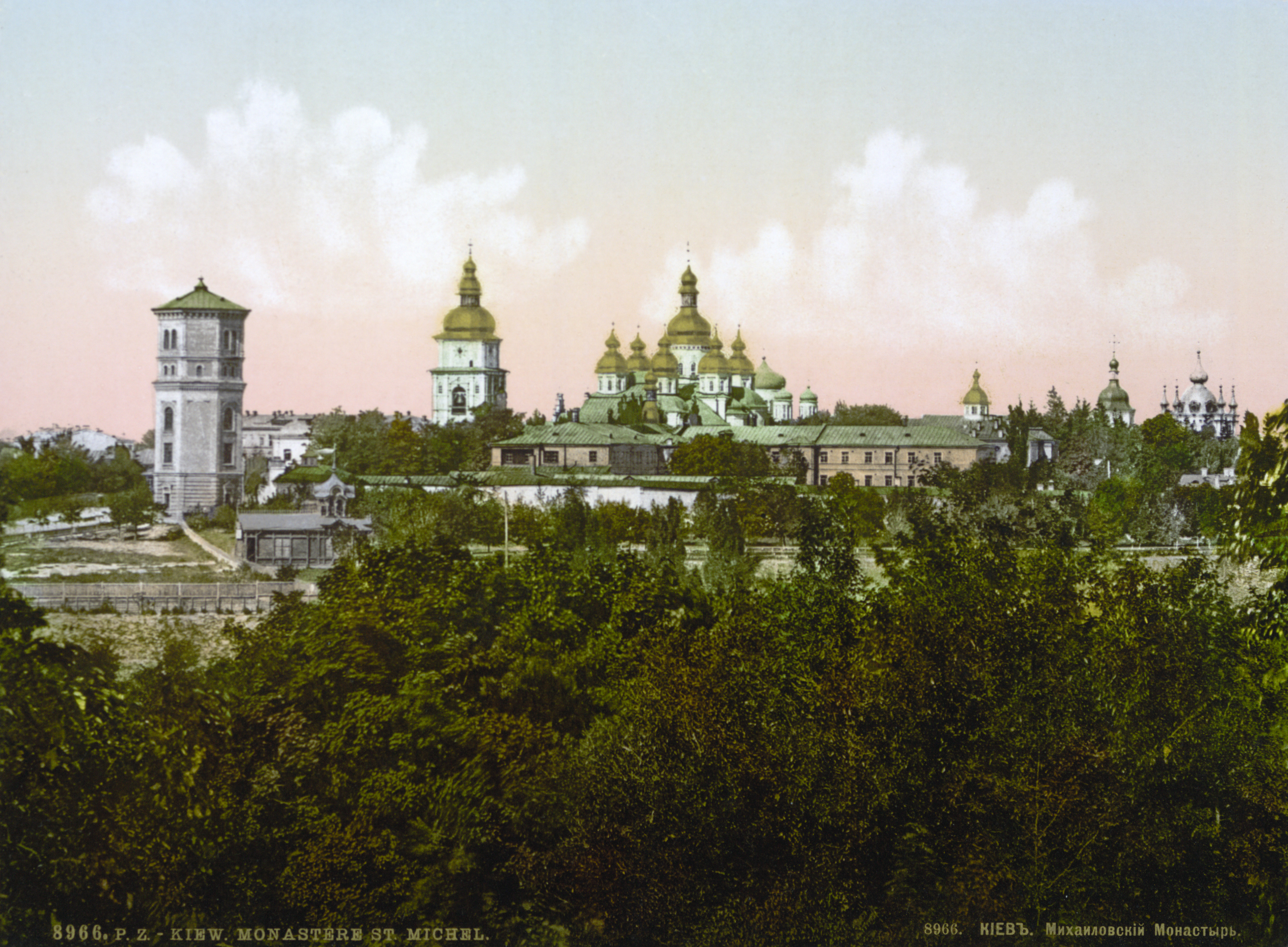
Vista antigua del centro de Kyiv, y Pechersk Lavra.

Véase también: República Popular Ucraniana, Hetmanato (1918) y Pogromos de Kiev (1919).
La compleja interacción de intereses políticos divergentes, la transición a la etapa política del movimiento de liberación nacional y la activación de movimientos políticos radicales de izquierda condujeron a los intensos levantamientos revolucionarios de 1917-1921. Durante la revolución social que comenzó en febrero de 1917 en Petrogrado (ahora San Petersburgo) y rápidamente abarcó todos los centros industriales y la periferia rural de la parte europea del Imperio Ruso, Kiev se convirtió en el epicentro de los acontecimientos del primer año de la Guerra de independencia de Ucrania.
Después de la abdicación del Zar Nicolás II, el 3 de marzo de 1917, como resultado de la Revolución de Febrero, el poder en la República de Rusia pasó al Gobierno Provisional de Rusia. La administración del Frente Suroccidental y del Distrito Militar de Kiev, situado en la ciudad, quedaron bajo el control de este gobierno. Entonces, el teniente general Nikolai Aleksandrovich Khodorovich fue nombrado comandante de las tropas del Distrito y ocupó este cargo hasta octubre de 1917.
En febrero de 1917, fue creada en Kiev: la Rada Central de Ucrania, un órgano de gobierno local ucraniano encabezado por el historiador Mijailo Hrushevski), que convocó al primer gobierno nacional ucraniano del siglo XX. En noviembre de 1917, la Secretaría General de la Rada Central de Ucrania, proclamó la República Popular de Ucrania (RPU), que, en enero de 1918, fue declarada República independiente y soberana. En este breve período de independencia se crearon un gran número de teatros y bibliotecas en lengua ucraniana. Sin embargo, la RPU no tenía un fuerte apoyo social en Kyiv.
El 1 de septiembre de 1917, la ciudad provincial de Kiev de la Gobernación de Kiev pasó a formar parte de la República Rusa.
Después de la Revolución de Octubre, del 25 al 26 de octubre (7-8 de noviembre). El poder pasó a un gobierno temporal de obreros y campesinos: el Consejo de Comisarios del Pueblo de la República Socialista Federativa Soviética de Rusia, formado en el II Congreso Panruso de los Soviets de Diputados Obreros y Soldados por delegados del Partido Obrero Socialdemócrata Ruso (Bolcheviques), del Partido Socialrrevolucionario de Izquierda, de los Mencheviques y del Partido Anarquista. La administración del Frente Suroccidental y del Distrito Militar de Kiev, situado en la ciudad, quedaron bajo el control de este gobierno. En ese momento, el teniente general Mijaíl Kvetsinsky se convirtió en el comandante las tropas del Distrito Militar de Kiev.
El 7 (20) de noviembre  de 1917, se proclamó la República Popular de Ucrania (UCR) con derechos de amplia autonomía, pero manteniendo una conexión federal con Rusia. La ofensiva bolchevique sobre Kiev fue apoyada por una parte importante de los obreros kievitas, que, en enero de 1918, organizaron un levantamiento contra la Rada Central, que fue reprimido por las tropas de Simon Petliura, pero, el levantamiento facilitó la posterior captura de Kiev por las tropas bolcheviques dirigidas por Mijaíl Artemyevich Muravyov (8 de febrero de 1918). La mayoría de las formaciones militares estacionadas en Kiev permanecieron neutrales y la UCR lanzó a la batalla unidades no entrenadas de estudiantes y alumnos de secundaria de Kiev (Batalla de Kruty (1918)).
La UCR, expulsada de Kiev, pidió ayuda a los países de las Potencias Centrales, que ocupaban Ucrania a raíz del Tratado de Brest-Litovsk entre las Potencias Centrales y la República Popular de Ucrania, y, el 1 de marzo de 1918, las tropas alemanas y austrohúngaras entraron en Kiev, acompañadas por los petliuritas. Sin embargo, el carácter izquierdista y nacionalista de la Rada Central no convenía a los alemanes y, el 28 de abril de 1918, la Rada fue dispersada por una patrulla alemana.
El 29 de abril, en el Congreso Panucraniano de Productores de Cereales, celebrado en el Circo de Kiev, se proclamó la refundación del Hetmanto y el general Pavló Skoropadski, que nació en una familia aristocrática, una de las más ricas de Ucrania, con la mayoría de sus haciendas en la Gobernación de Poltava, fue elegido Hetman.
Kiev se convirtió en la capital del nuevo Hetmanto, encabezado por Pavló Skoropadski, un líder conservador. Bajo su dirección se creó en Kiev la Academia Nacional de Ciencias de Ucrania.
El 6 de junio de 1918, Kiev sufrió una gran catástrofe: un incendio en los depósitos de artillería de Zverinets.
La rendición de las Potencias Centrales en la Primera Guerra Mundial, que culminó con la rendición del Imperio Alemán, el 11 de noviembre de 1918, creó las condiciones para el colapso del Hetmanato. El 16 de noviembre, comenzó, en Bila Tserkva, un levantamiento contra Pavló Skoropadski, dirigido por el Directorio de la República Popular Ucraniana. Las tropas rebeldes, bajo el mando de Simon Petliura, derrotaron a las tropas enviadas por Pavló Skoropadski para reprimir el levantamiento.
A mediados de diciembre de 1918, los alemanes abandonaron Kiev y Pavló Skoropadski huyó. El 14 de diciembre, las tropas de Petliura entraron en Kiev, restaurando la República Popular Ucraniana. Cuando el 22 de enero de 1919 el Directorio de la RPU proclamó el Acta de Unificación con la República Popular Ucraniana Occidental, Kiev se convirtió en la capital de la Ucrania unificada, pero dos semanas más tarde, el Directorio, bajo la presión del Ejército Rojo que avanzaba y, en la noche del 5 al 6 de febrero de 1919, entró en la ciudad.
El 10 de abril de 1919, los rojos fueron expulsados de una parte de Kiev (Podol, Svyatoshino, Kurenivka) durante un día por tropas al mando de Ilya Timofeevich Struk, un aliado del Ejército Verde que controlaba el Distrito de Chernóbil.
El 31 de agosto de 1919, Kiev fue tomada por el Ejército de Voluntarios, comandado por Antón Denikin, en una acción conjunta con: tropas de las Fuerzas Armadas del Sur de Rusia, bajo el mando de Nikolay Emilievich Bredov; unidades del Ejército Ucraniano de Galitzia; y el ejército de la RPU, bajo el mando de Petliura. Sin embargo, poco después, uno de los soldados de la RPU arrancó una bandera de la sede del gobierno, lo que llevó a las tropas dirigidas por Denikin a actuar para desarmar a las tropas de la RPU en Kiev, lo que forzó la retirada de las tropas de la RPU de Kiev. En la historiografía ucraniana este acontecimiento se llama la catástrofe de Kiev.
Como resultado de la incursión del Ejército Rojo el 14 de octubre de 1919, los blancos fueron expulsados brevemente de la ciudad hacia el suburbio oriental de Darnitsa, pero al día siguiente contraatacaron y el 18 de octubre habían hecho retroceder a los rojos más allá del Río Irpín. Después de la retoma de Kiev, las fuerzas de Denikin y los residentes locales llevaron a cabo un pogromo contra los judíos sospechosos de apoyar a los bolcheviques.
El 16 de diciembre de 1919, el Ejército Rojo regresó a Kiev y expulsó las fuerzas de Denikin.
El 7 de mayo de 1920, durante la guerra polaco-soviética, Kiev fue ocupada por tropas polacas con la ayuda del ejército aliado de la RPU. Sin embargo, el 12 de junio, el Ejército Rojo retomó Kiev.
Así, desde principios de 1917 (Revolución de Febrero) hasta mediados de 1920 (la salida de los polacos) el poder en Kiev cambió de manos 15 veces.

## Como parte de la Unión Soviética

### Período de entreguerras
En octubre de 1921, en Kiev, los partidarios de las ideas de una Iglesia Ortodoxa Autocéfala Ucraniana (IOAU) convocaron el “Consejo Panucraniano de Clero y Laicos”, en el que no participó ningún obispo de la Iglesia Ortodoxa Rusa. En el concilio se decidió realizar la ordenación de forma independiente, sin la participación de los obispos, lo que pronto se llevó a cabo. El movimiento renovacionista apoyado por la GPU en la Iglesia Ortodoxa Rusa reconoció, en el Concilio de 1923, la autocefalia de la Iglesia en la República Socialista Soviética de Ucrania. Sin embargo, en 1930, en vista de las nuevas realidades políticas, la IOAU decidió disolverse. El clero de la IOAU fue liquidado casi por completo.
En 1922, sobre la base de uno de los grupos del colectivo "Teatro Joven", se fundó en Kiev el Teatro Berezil, que funcionó como teatro estatal de 1922 a 1926, en Kiev, y, a partir de 1926, en Járkov (entonces capital de la Ucrania soviética). El período de vida y desarrollo del Teatro Berezil en Kiev se considera su período “político”, y el período en Járkov se considera filosófico. 
En 1922, tras el final de la Guerra Civil, se fundó la República Socialista Soviética de Ucrania, con capital en Járkov.
En 1923, Kiev pasó a ser el centro administrativo del recién creado Óblast de Kiev.
El 12 de octubre de 1923, por resolución del Consejo de Comisarios del Pueblo de la República Socialista Soviética de Ucrania, los siguientes pueblos se incluyeron en los límites de la ciudad:
- en el Raión de Brovarí: Voskresenskaya Sloboda, los asentamientos de Staraya y Novaya Darnitsa, el campo de tiro de artillería, los asentamientos de Kukhmisterskaya y Pecherskaya, Nikolskaya Slobodka, las tierras del pueblo de Osokorki, Predmostnaya Slobodka, el pueblo de Poznyaki, la silvicultura de Nikolskoye y las tierras del Convento de la Ascensión Florovsky;
- en el distrito de Budaevsky: Aleksandrovskaya Slobodka, los pueblos de Staraya y Novaya Chokolovka, el Aerodrom, el pueblo de Belichi, los campos de heno del pueblo de Belogorodki, el pueblo de Ekaterinovka, la granja Lyubka, los pueblos de Romanovka y Sovki, la dacha forestal Sovskaya, los bosques de Kievskoye y Svyatoshinskoye, las granjas Dekhtyary y Vishnevsky y las tierras del Monasterio Griego-Sinaí;
- en el distrito de Gostomel: la granja Berkovets, la aldea Gorenka, el asentamiento Konstantinovka, la aldea Mostishche, la silvicultura Mezhigorskoye, la granja Nikolsky y la fábrica de ladrillos Papirnya;
- en el distrito de Khotovsky: las tierras del pueblo de Vita Pochtovaya, Goloseevskaya Pustyn, la Isla Vodnikov, la granja Krasny Traktir, el fuerte Lysogorsky y el pueblo de Myshelovka.

El 17 de mayo de 1924, se fundó el primer jardín de infancia de Kiel: el Orlyonok. En la década de 1930 se construyó un edificio específico para este fin, que posteriormente ganó numerosos premios por su estilo.
En 1925, los primeros autobuses públicos empezaron a circular por las calles de Kyiv.
En 1927, las áreas suburbanas de Darnytsia, Lanky, Chokolivka y Nikolska slobidka son incorporadas a la ciudad.
En 1928, comenzó la construcción de la región fortificada de Kiev para proteger la ciudad de una posible invasión por parte de Polonia.
En 1930, fue filmada, en la fábrica de películas de Kiev, de la Administración Fotocinematográfica Panucraniana; la película “Tierra” del director ucraniano Aleksandr Dovzhenko. Según la revista “Sight & Sound”, la película es uno de los mejores ejemplos del cine mudo soviético. En la Exposición Universal de Bruselas, la película ocupó el décimo lugar entre las 12 mejores películas de la historia del cine.
En el plano social, este período estuvo acompañado de represiones contra muchos representantes de las profesiones creativas (existe un término para estos acontecimientos: “renacimiento fusilado”). Además, el proceso de destrucción de iglesias y monumentos, iniciado en la década de 1920, alcanzó su punto máximo. Ejemplos de ello son la demolición del Monasterio de San Miguel de las Cúpulas Doradas y la confiscación de bienes de Santa Sofía.
La población urbana continuó creciendo, principalmente debido a los inmigrantes. La migración cambió la demografía étnica de la ciudad, de ruso-ucraniana a predominantemente ucraniano-rusa, aunque el ruso siguió siendo el idioma dominante. Los kievanos también sufrieron las cambiantes políticas soviéticas de la época. Después de a los ucranianos a desarrollar su cultura (ucranización), el gobierno soviético pronto lanzó una lucha contra el “nacionalismo”. Se organizaron juicios políticos en la ciudad para limpiarla de “espías occidentales”, “nacionalistas ucranianos” y opositores de Joseph Stalin y del Partido Comunista de la Unión Soviética.
Al final de este período, comenzaron en Kyiv ejecuciones masivas secretas. La intelectualidad de Kiev, el clero y los disidentes del partido fueron arrestados, fusilados y enterrados en fosas comunes. Los principales lugares de ejecuciones fueron Babi Yar y los bosques de Bykovnyansky. 
Al mismo tiempo, la economía de la ciudad continuó creciendo gracias a la política de industrialización proclamada en 1927. En 1932 se construyó el edificio de la estación central de trenes en estilo barroco ucraniano con elementos del constructivismo.
Historia de Kyiv

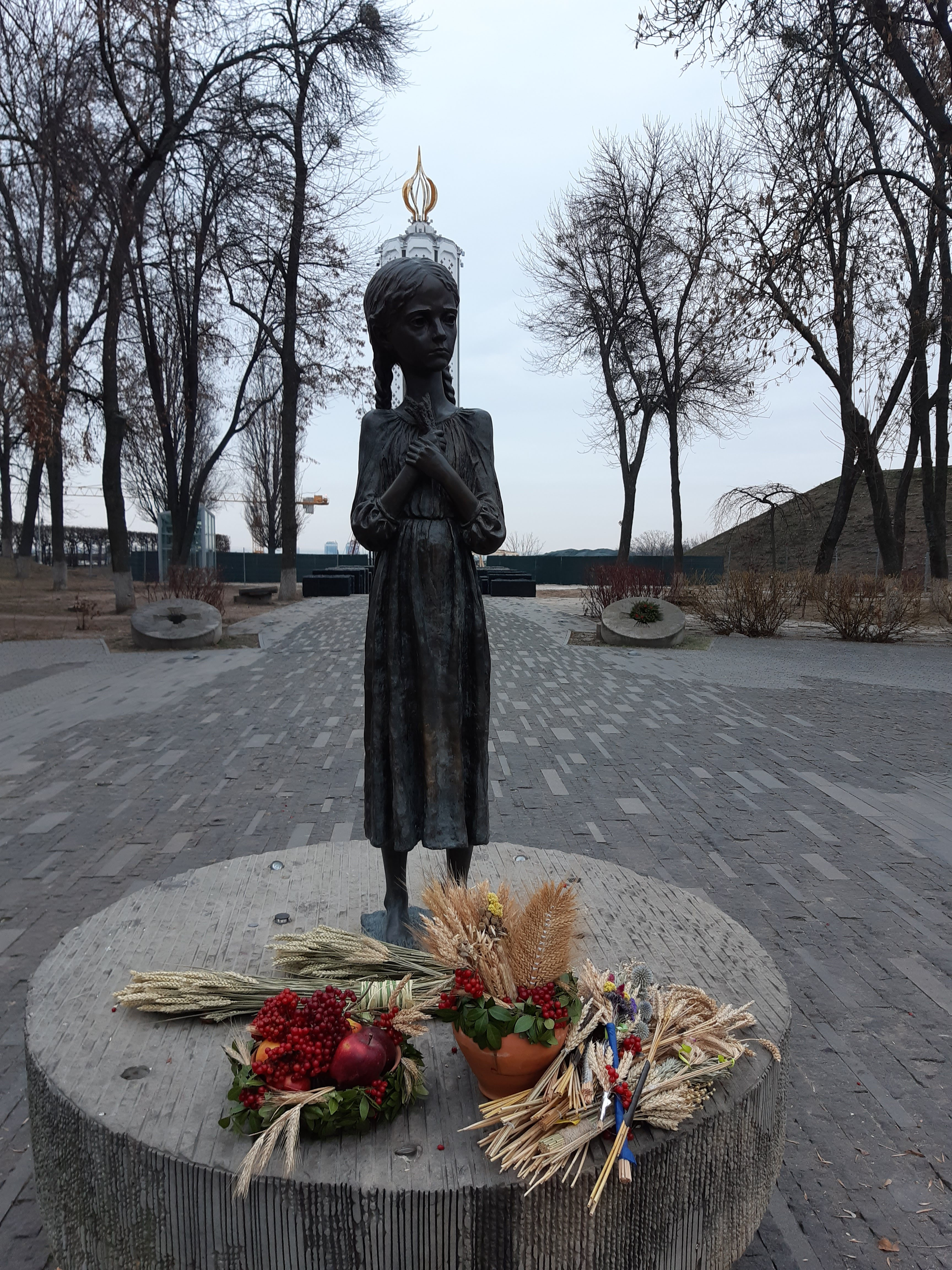
Museo Nacional del Holodomor-Genocidio, creado tras el colapso de la URSS

Entre 1932 y 1933, la población de la ciudad, como la de la mayoría del sur de la URSS (Kazajistán, la región del Volga, el Cáucaso Norte y Ucrania), sufrió una hambruna (Holodomor). En Kiev, se distribuyó pan y otros productos alimenticios, pero el pan escaseaba y los ciudadanos hicieron cola toda la noche para conseguirlo. Las víctimas del Holodomor en Kiev se pueden dividir en tres partes:
1. las víctimas entre los propios habitantes de Kiev;
2. las víctimas de los suburbios de Kyiv;
3. los campesinos que llegaron a la ciudad por diferentes rutas con la esperanza de sobrevivir y murieron ya en Kiev.

Desde el 4 de febrero de 1932, hasta el 30 de marzo de 1938, la ciudad albergó al 45º Cuerpo Mecanizado, una unidad militar que no tenía análogos en el mundo. El cuerpo estaba armado con 500 tanques y 200 vehículos.
Desde el 10 de mayo de 1932, hasta marzo de 1934, la 2ª brigada mecanizada independiente , armada con tanques ligeros soviéticos T-26 y tanques ligeros BT de alta velocidad, estuvo estacionada en Kiev, en el Distrito Militar Ucraniano. V. I. Mernov fue nombrado comandante de brigada. La brigada se formó entre las primeras unidades de tanques del Ejército Rojo de la nueva generación. Desde el 1 de mayo de 1934, hasta noviembre de 1937, estuvo ubicada, en Kiev, la 8ª brigada mecanizada independiente, bajo el mando de Dmitry Arkadyevich Schmidt.
El 24 de junio de 1934, la capital de la República Socialista Soviética de Ucrania se trasladó de Járkov a Kiev. En esos momentos, el proceso de destrucción de iglesias y monumentos, que había empezado en la década de 1920, alcanza su punto más dramático. Muchos cientos de antiguas iglesias y estructuras, como la catedral de cúpulas doradas de San Miguel, la Fuente de Sansón, fueron demolidas. Otras, como la Catedral de Santa Sofía fueron confiscadas.
El aumento del peligro de la situación internacional en Europa obligó a los dirigentes soviéticos a reforzar la capacidad de defensa del país y mejorar la estructura de las fuerzas armadas. El 17 de mayo de 1935, el Distrito Militar Ucraniano se dividió en el Distrito Militar de Kiev y el Distrito Militar de Járkov.
En enero de 1936, la 4ª Brigada Separada de Tanques Pesados , armada con tanques medianos soviéticos T-28, fue trasladada a la ciudad; Más tarde pasó a llamarse 10ª Brigada de Tanques Pesados. Desde noviembre de 1937, la tercera brigada mecanizada independiente estuvo en Kiev.
En 1937 se construyó en Kiev la primera Escuela de Arte de la República de Ucrania (que lleva el nombre de T. Shevchenko). Actualmente el edificio alberga el Museo Nacional de Historia de Ucrania.
Entre 1928 y 1942, se llevaron a cabo tres planes quinquenales (sin embargo, el último fue interrumpido por la guerra), durante los cuales se construyeron alrededor de 2 mil instalaciones industriales en el territorio de Ucrania. En Kiev, en concreto, se construyeron: carreteras y la electrificación de las zonas alejadas del centro, etc. En 1935 se puso en funcionamiento el primer trolebús de kiev, que circulaba por la ruta Plaza León Tolstoi – Calle Zagorodnaya.

### Gran Guerra Patria

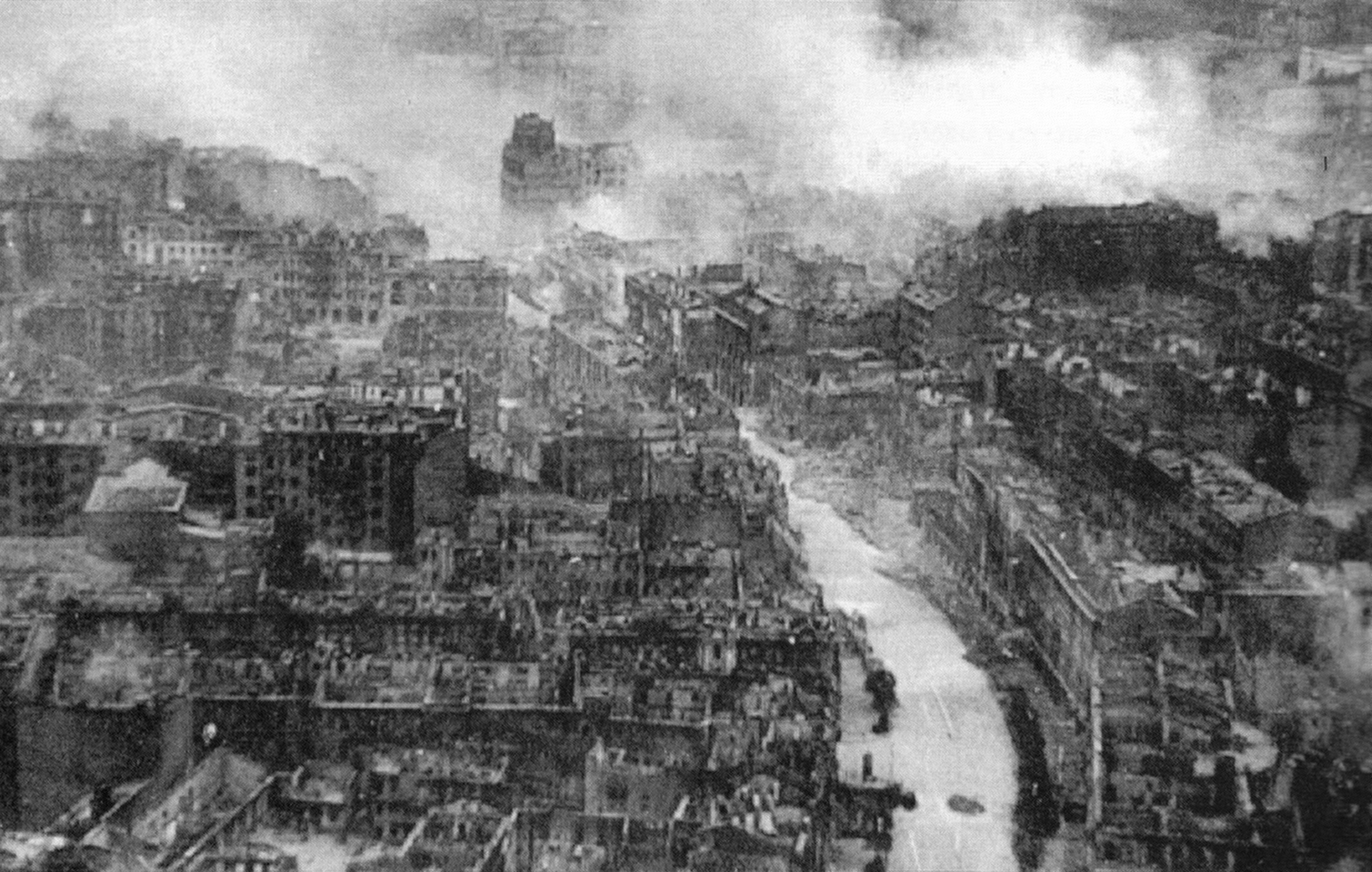
Vista de Kyiv en la Segunda Guerra Mundial.

La guerra provocó una serie de acontecimientos trágicos para Kyiv, con importantes pérdidas humanas y daños materiales. Ya al amanecer del 22 de junio de 1941, Kiev fue bombardeada por la aviación alemana, y, el 11 de julio, las tropas alemanas se acercaron a Kiev. La operación defensiva de Kiev duró 78 días. Tras cruzar el Río Dnieper en la región de Kremenchuk, las tropas nazis rodearon Kiev y, el 19 de septiembre, la ciudad fue tomada. En el proceso fueron hechos prisioneros más de 665 mil soldados y comandantes, se capturaron 884 unidades de vehículos blindados, 3.718 cañones y mucho más.
El 29 de junio de 1941, el Comité Central del Partido Comunista de Ucrania, en el que participó el mando del Frente Suroeste, consideró la cuestión de la implementación de la directiva del comandante de las tropas del Frente Suroeste sobre la formación de unidades de la región fortificada de Kiev, el desmantelamiento de las estructuras de la región y la construcción de nuevas líneas defensivas.
El 30 de junio, 50 mil habitantes de Kiev salieron a construir estructuras y líneas defensivas, luego este contingente aumentó a 160.000 personas. Los pilotos alemanes bombardearon y ametrallaron a los constructores, pero ellos continuaron trabajando: había que defender la ciudad. Comenzó la formación de batallones de exterminio bajo el NKVD para combatir a saboteadores y espías.
El 6 de julio, se estableció el cuartel general de defensa de la ciudad, que incluía: M. P. Mishin, el Secretario del Partido Comunista de Ucrania; T. Ya. Kostyuk, el presidente del Comité Ejecutivo Regional; T. V. Shamrilo y K. F. Moskalets, secretarios del Comité del Partido Comunista en Kiev; I. S. Shevtsov, el presidente del Comité Ejecutivo de la ciudad; el coronel A. F. Chernyshev, jefe del Estado Mayor de la Frente Frente Suroeste; y el mayor M. D. Chukarev (jefe del Servicio de Ingeniería). La ciudad estaba dividida en tres sectores. Cada uno de ellos tenía su propio cuartel general de defensa.  
El 8 de julio, en la ciudad había 13 batallones de combate, 19 destacamentos y un regimiento del Komsomol de la milicia popular: un total de 35 mil personas. 
El 11 de julio se observaron los primeros combates en los alrededores de la ciudad. Entonces, el 5º Ejército lanzó un contraataque contra la cuña alemana desde la dirección norte, desde la línea al este de Novohrad-Volinski, y el 6º Ejército lanzó un contraataque desde la dirección sur, desde el área de la ciudad de Berdýchiv. Las tropas del 5º Ejército cortaron la carretera de Zhitómir y la mantuvieron en tenaces batallas hasta el 15 de julio, bloqueando las reservas enemigas destinadas a tomar Kiev.
En julio-agosto, en la ciudad, bajo la dirección del Comité Central del Partido Comunista de la Unión Soviética y del Partido Comunista de Ucrania, se entrenaron 37 grupos partisanos que fueron trasladados a las regiones occidentales ocupadas de Ucrania (Óblast de Rivne, Óblast de Ternópil, Óblast de Vínnitsa, Óblast de Jmelnitski y otros) para luchar tras las líneas enemigas.En la ciudad se formaron 13 unidades partisanas con un total de 4.076 personas.
Del 4 al 6 de agosto los combates en el sector fueron intensos. Los nazis penetraron la primera línea de defensa en las áreas de Vita-Pochtovaya y Mryga, pero fueron expulsados por un contraataque de las tropas de la 147 División de Fusileros.
El 7 de agosto de 1941, los defensores de Kiev se enteraron de que el comandante supremo de las fuerzas alemanas, Adolf Hitler, había ordenado a sus generales tomar el control de la ciudad a cualquier precio el 8 de agosto y realizar un desfile militar en la calle principal de la ciudad. Comandantes, trabajadores políticos y militantes de partidos acudieron a las unidades para explicar la situación actual. En breves mítines y concentraciones, los soldados del Ejército Rojo prometieron repeler una nueva ofensiva enemiga. El 8 de agosto, las tropas alemanas lograron avanzar hacia las profundidades de la región fortificada de Kiev, llegar a las afueras del noreste de Zhulyany y al bosque Goloseevsky, Myshelovka, Pirogovo, pero fueron detenidas. El 10 de agosto de 1941, sobre la base de las tropas de la región fortificada de Kiev, se creó el 37.º Ejército.
El 11 de agosto, el 37.º Ejército, con cuatro divisiones de fusileros y el 3º Cuerpo Aerotransportado, lanzó un contraataque, comenzando con salvas de cohetes Katiusha y artillería de diversos calibres y fueron liberados Teremki y Myshelovka. Entre el 12 y el 14 fueron liberadas Tarasovka, Chabany, Novosyolki y Pirogovo. Las divisiones de infantería alemanas 44, 71 y 299 fueron derrotadas. Para el 16 de agosto, los combates cerca de Kiev adquirieron un carácter posicional.
A mediados de septiembre, el enemigo se volvió más activo y la lucha volvió a ser feroz. El 21 de septiembre, las tropas soviéticas abandonaron el último distrito de la ciudad: Darnitsa. Los defensores de Kiev retrasaron durante mucho tiempo el avance del enemigo, sin embargo, un triste destino esperaba a los prisioneros de guerra soviéticos que fueron rodeados al este de la ciudad: muitos deles morreram de fome no Campo de concentración de Darnitsky.
Sobre todo, la batalla se probó desastrosa para el lado soviético, pero retrasó significativamente el avance alemán. El retraso también permitió la evacuación de significativas empresas industriales desde Kyiv a zonas centrales y orientales de la Unión Soviética, lejos del frente, donde desempeñaron un importante papel armando al Ejército Rojo en la lucha contra los nazis.
Antes de la evacuación, el Ejército Rojo sembró más de 10 mil minas alrededor de Kyiv, controlados por detonadores sin cables. El 24 de septiembre, una vez que los invasores alemanes se habían asentado en la ciudad, las minas fueron detonadas, causando el colapso de todos los grandes edificios, y dejando la ciudad en llamas durante cinco días. Más de 1000 alemanes murieron en lo que fue la «más grande y sofisticada mina-trampa de la historia».
Babi Yar, una localidad cercana a Kyiv, se convierte en escenario de uno de los crímenes de guerra nazis más infames de la Segunda Guerra Mundial. A lo largo de dos días de septiembre de 1941, al menos 33 771 Judíos de Kyiv y sus alrededores, fueron masacrados en Babi Yar por el Einsatzgruppen SS, de acuerdo con sus propios informes. Babi Yar era el lugar de asesinatos en masa posteriores de ciudadanos soviéticos capturados los siguientes años, incluidos los gitanos, prisioneros de guerra y cualquiera que fuese sospechoso de ayudar a los movimientos de resistencia, alcanzando la cifra de más de 60 mil personas más asesinadas. El papel de los colaboracionistas ucranianos en la masacre de judíos ahora profusamente documentada, sigue siendo un tema de doloroso debate en Ucrania.
El 29 y 30 de septiembre, los nazis y colaboradores ucranianos ejecutaron a judíos en Babi Yar, sólo durante esos dos días murieron más de 33.000 personas. En total, según los científicos ucranianos, el número de judíos fusilados en Babi Yar fue de 150 mil (residentes de Kiev, así como de otras ciudades de Ucrania, y este número no incluye a los niños menores de 3 años, que también fueron asesinados, pero no fueron contabilizados. Los colaboradores más famosos del Reichskommissariat Ukraine fueron: Oleksander Ohloblyn y Volodimir Bahaziy, que fueron alcaldes de Kiev durante la ocupación nazi. Muchas figuras nacionalistas vieron la ocupación como una oportunidad para iniciar un renacimiento cultural, liberado del bolchevismo.
El 3 de noviembre fue volada la Catedral de la Dormición de las Cuevas de Kiev. En el territorio de la ciudad se crearon los campos de concentración de Darnitsky y de Syretsky, donde murieron, aproximadamente, 68 y 25 mil prisioneros, respectivamente.
En el verano de 1942, en la Kiev ocupada se celebró un partido de fútbol entre el equipo del FC Start y un equipo de unidades de combate alemanas. Posteriormente, muchos futbolistas del del FC Start fueron arrestados, algunos de ellos murieron en un campo de concentración en 1943. Este acontecimiento se denominó el "Partido de la Muerte".
Más de 100 mil jóvenes fueron enviados desde Kyiv a realizar trabajos forzados en Alemania. A finales de 1943, la población de la ciudad había descendido a 180 mil. La ocupación estuvo acompañada de hambruna entre la población local, causada, entre otras cosas, por las órdenes de los nazis.
El 1 de noviembre de 1943, el 40º Ejército y el 27º Ejército del Primer Frente Ucraniano iniciaron una ofensiva en la Cabeza de Puente de Bukrin (80 km al sureste de Kiev) con el objetivo de distraer a las tropas alemanas de Kiev. Los destacamentos partisanos prestaron asistencia al Ejército Rojo en la liberación de los asentamientos de la región y la ciudad de los invasores nazis. Mediante acciones conjuntas se capturaron 12 cruces sobre los ríos Desna y Dnieper.
El 3 de noviembre, después de un potente bombardeo de artillería, el 38.º Ejército y el 60º Ejército del 1º Frente Ucraniano iniciaron una ofensiva con el objetivo de liberar Kiev. Este fue el comienzo de la operación ofensiva de Kiev. El 4 de noviembre, se introdujeron el 3er Ejército de Tanques de la Guardia y la 1ª Brigada Checoslovaca.
A principios de noviembre de 1943, en vísperas de la retirada, los ocupantes alemanes comenzaron a quemar Kiev. En la noche del 6 de noviembre de 1943, las unidades de avanzada del Primer Frente Ucraniano del Ejército Rojo entraron en la ciudad casi vacía y en llamas. La toma de Kiev costó la vida a 6.491 soldados y comandantes del Ejército Rojo.  
Los comandantes y soldados del Ejército Rojo demostraron heroísmo masivo en las batallas por Kyiv. 65 formaciones y unidades recibieron el título honorífico de "Kyiv". Alrededor de 700 soldados, sargentos, oficiales y generales fueron condecorados con el título de Héroe de la Unión Soviética, 17.500 militares recibieron órdenes y medallas. 
Después de completarse la liberación de Kiev, los suministros empeoraron debido a las comunicaciones extendidas, entonces el avance de las tropas soviéticas se desaceleró y el mando de la Wehrmacht aprovechó esto y lanzó una serie de contraataques en la zona de Fastov  - Brusilov y en la zona de Cherniajov - Radomyshl con el objetivo de restaurar la línea defensiva a lo largo del Río Dnieper. Los primeros contraataques se llevaron a cabo ya el 10 y 11 de noviembre y la Wehrmacht no pasó a la defensiva hasta el 22 de diciembre de 1943.
En total, durante las operaciones militares en Kiev, fueron destruidos 940 edificios de instituciones estatales y públicas con una superficie de más de 1 millón de m², 1.742 casas comunales con una superficie habitable de más de 1 millón de m² y 3.600 casas privadas con una superficie de hasta medio millón de m². Todos los puentes sobre el Río Dnieper fueron destruidos y los sistemas de abastecimiento de agua, alcantarillado y transporte quedaron fuera de servicio.
Un rápido establecimiento de los movimientos secretos de resistencia entre los patriotas locales, se mantuvo activo hasta la liberación de la ocupación nazi. Durante la guerra, Kyiv fue duramente bombardeada, especialmente al inicio de la guerra, siendo destruida en gran parte, incluyendo muchos de sus monumentos arquitectónicos (solo un edificio permaneció en pie en la calle Khreshatik, la avenida principal de Kyiv).
El 21 de junio de 1961, el Presídium del Sóviet Supremo de la URSS emitió un decreto por el que reconocía el heroísmo demostrado por los trabajadores de la ciudad de Kiev en la lucha contra los invasores nazis durante la defensa de la Ucrania soviética en julio-septiembre de 1941, la ciudad heroica de Kiev fue condecorada con la Orden de Lenin. Otro decreto, del 21 de junio de 1961, estableció la Medalla por la Defensa de Kiev, que, hasta el 1 de enero de 1979, había sido otorgada a más de 100 mil personas.   En estos dos decretos del Presídium del Sóviet Supremo de la URSS, Kiev fue nombrada oficialmente ciudad heroica por primera vez.
El 8 de mayo de 1965, en conmemoración del 20 aniversario de la victoria del pueblo soviético en la Gran Guerra Patria, se publicó un decreto del Presídium del Sóviet Supremo de la URSS que aprobó el Reglamento sobre el título honorífico de “Ciudad Heroica”. El mismo día se emitió el Decreto del Presídium del Sóviet Supremo de la URSS “Sobre la concesión a la Ciudad Héroe de Kiev de la medalla Estrella de Oro” por el heroísmo demostrado durante la defensa. De esta manera, a Kiev se le concedió legalmente el título honorífico de “Ciudad Heroica” (en 1980 se transformó en el más alto grado de distinción). De acuerdo con el decreto, los representantes de los trabajadores de la ciudad recibieron la medalla de la Estrella de Oro y el Certificado de Reconocimiento del Presídium del Sóviet Supremo de la URSS.

### LaRSS de Ucraniaen la posguerra

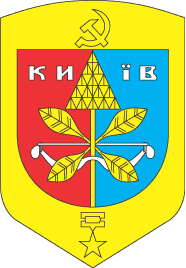
Escudo de Kyiv durante el régimen soviético.

La posguerra en Kyiv fue un periodo de rápido crecimiento socioeconómico y pacificación política. La carrera armamentística de la Guerra Fría genera el establecimiento un complejo tecnolótico muy importante en la ciudad (tanto investigación y desarrollo, como fabricación), especializándose en vuelo aeroespacial, microelectrónica y óptica de precisión.
Docenas de compañías industriales fueron creadas, empleando a personal altamente cualificado. Las ciencias y la tecnología se convierte en el punto central de la vida intelectual de Kyiv. Docenas de institutos de investigación en diversos campos forman la Academia de Ciencias de la RSS de Ucrania.
En 1950, fue en Kiev, donde se creó el MESM, que fue el primer ordenador de la URSS.
Kyiv también era un importante centro militar de la Unión Soviética. Más de una docena de escuelas y academias militares fueron establecidas. así como especialización en guerra de alta tecnología.
Todo esto crea una demanda de mano de obra, que es satisfecha por la inmigración de las áreas rurales, tanto de Ucrania como de Rusia. Grandes distritos y extensas infraestructuras de transporte público son desarrollados para acomodar a esta población en crecimiento.
Sin embargo, muchos edificios de tipo rural y arboledas han sobrevivido en las colinas de la ciudad, creando la imagen de Kyiv como una de las ciudades más verdes del mundo.
La ciudad tiene un tremendo crecimiento en la década de 1950 hasta la década de 1980. Entre los avances urbanos de este periodo, se incluye el establecimiento del Metro de Kyiv, la construcción de nuevos puentes sobre el río (conectando la ciudad vieja con los distritos de la orilla izquierda), y el Aeropuerto de Borispil (el segundo de la ciudad, luego aeropuerto internacional).
La sistemática represión de los intelectuales proucranianos, conveniente y uniformemente tildados de «nacionalistas», fue llevada a cabo bajo la campaña contra el resurgimiento de la propaganda «nacionalista ucraniana» que amenazaba el modo de vida soviético. En el nivel cultural, se destaca una nueva ola de rusificación en la década de 1970, donde en universidades e instalaciones de investigación, secreta y gradualmente se restringe el uso del ucraniano. El cambio al ruso, también afecta a la elección de mandar a los niños a escuelas rusas, ya que es parte de su expediente educativo y para los futuros estudios.
Todo intento de cuestionar el régimen soviético era brutalmente reprimido, en especial a lo concerniente a la democracia, el autogobierno de RSS de Ucrania, y problemas étnico-religiosos. Campañas contra el Nacionalismo ucraniano burgués y la influencia occidental en las instituciones educativas y científicas de Kyiv se implementaban continuamente.
Debido al limitado número de posibles estudios en Kyiv, Moscú era el destino preferido por muchos habitantes de Kyiv (y ucranianos en general), especialmente para artistas y otros intelectuales creativos. Docenas de celebridades del espectáculo de la moderna Rusia nacieron en Kyiv.
En la década de 1970 y luego en la de 1980 y 1990, con un permiso especial del gobierno soviético, una parte significativa de los Judíos de la ciudad emigraron a Israel y a Occidente. Después de la independencia de Ucrania en 1991, una nueva universidad judía fue fundada por el catedrático Alexander Tetelbaum, la Universidad Internacional Solomon, con el objeto de dar nuevas oportunidades tanto a judíos como ucranianos.

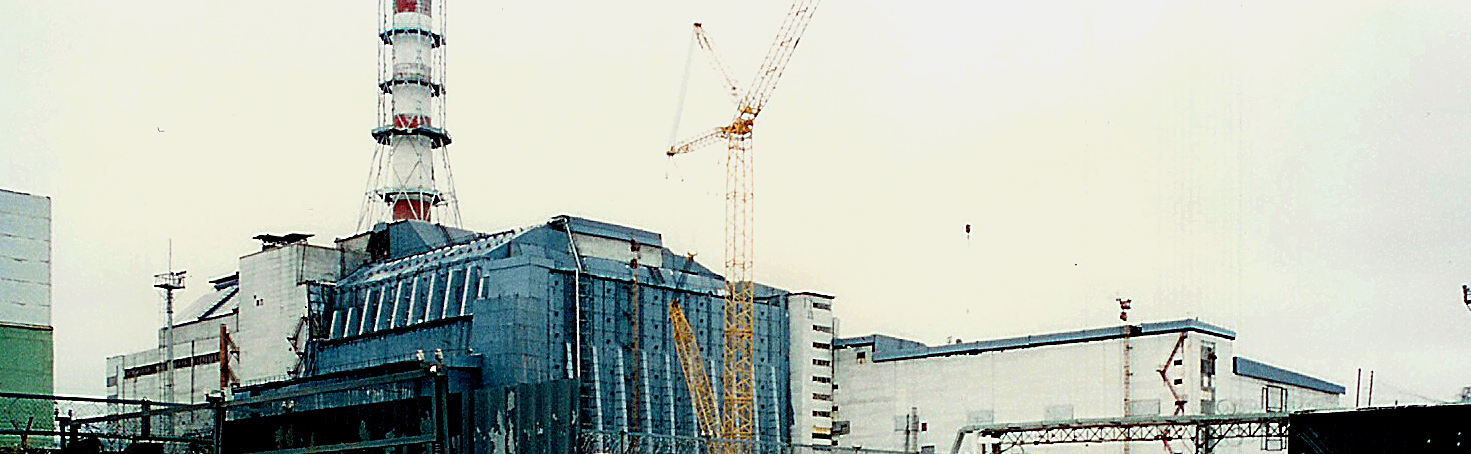
Reactor n.º 4 de Chenobyl, cubierto con el sarcófago de protección.

El Accidente de Chernóbil de 1986 afectó la vida de la ciudad sobremanera, tanto el Medio ambiente como en lo político-social. Algunas áreas de la ciudad están contaminadas por el polvo radioactivo. Sin embargo, los habitantes de Kyiv nunca fueron informados sobre la amenaza del accidente, ni fueron reconocidos como víctimas. 
Además, el 1 de mayo de 1986 (pocos días después del accidente), los líderes del Partido Comunista local ordenan a los habitantes de Kyiv (incluyendo cientos de niños) tomar parte en un Desfile civil masivo en el centro de la ciudad, para «prevenir el pánico». Después, miles de refugiados de la zona del accidente fueron realojados en Kyiv.

## Ucrania independiente
Después de 57 años como capital de la República Socialista Soviética de Ucrania dentro de la Unión Soviética, Kyiv se convierte en la capital de la Ucrania independiente de 1991.
La ciudad fue el lugar de protestas masivas por las elecciones presidenciales de Ucrania de 2004, y en apoyo del candidato opositor Víktor Yúshchenko, iniciándose el 22 de noviembre de 2004 en la plaza de la Independencia. También tuvieron lugar pequeñas contra-manifestaciones en favor de Víktor Yanukóvich.
Kyiv albergó el Festival de la Canción de Eurovisión 2005 entre el 19 y 21 de mayo en el Palacio de los Deportes así como la final de la Eurocopa 2012.
En las elecciones municipales de 2006, celebradas conjuntamente con las parlamentarias, sale elegido alcalde Leonid Chernovetsky.